# 1-я Пляжевая улица
1-я Пля́жевая у́лица — улица в городе Зеленогорске Курортного района Санкт-Петербурга. Проходит от Пляжевой улицы в направлении 4-й Пляжевой улицы.
Название 1-й Пляжевой улицы, а также соседних (Пляжевой, 2-й Пляжевой, 4-й Пляжевой и упразднённой 3-й Пляжевой) появилось в послевоенные годы. Оно связано с тем, что улицы проходят близ пляжа на берегу Финского залива.
Изначально 1-я Пляжевая улица проходила от Пляжевой улицы до 4-й Пляжевой улицы. Однако после строительства в 2010 году коттеджного посёлка «Мариньи» от улицы для свободного прохода и проезда доступен 150-метровый участок, примыкающий к Пляжевой улице. Остальной закрыт воротами. Сам посёлок был построен на месте дома отдыха «Энергетик». 28 декабря 2016 года границы 1-й Пляжевой улицы исправили, исключив из её состава закрытый воротами участок.